# Pythagoréerna

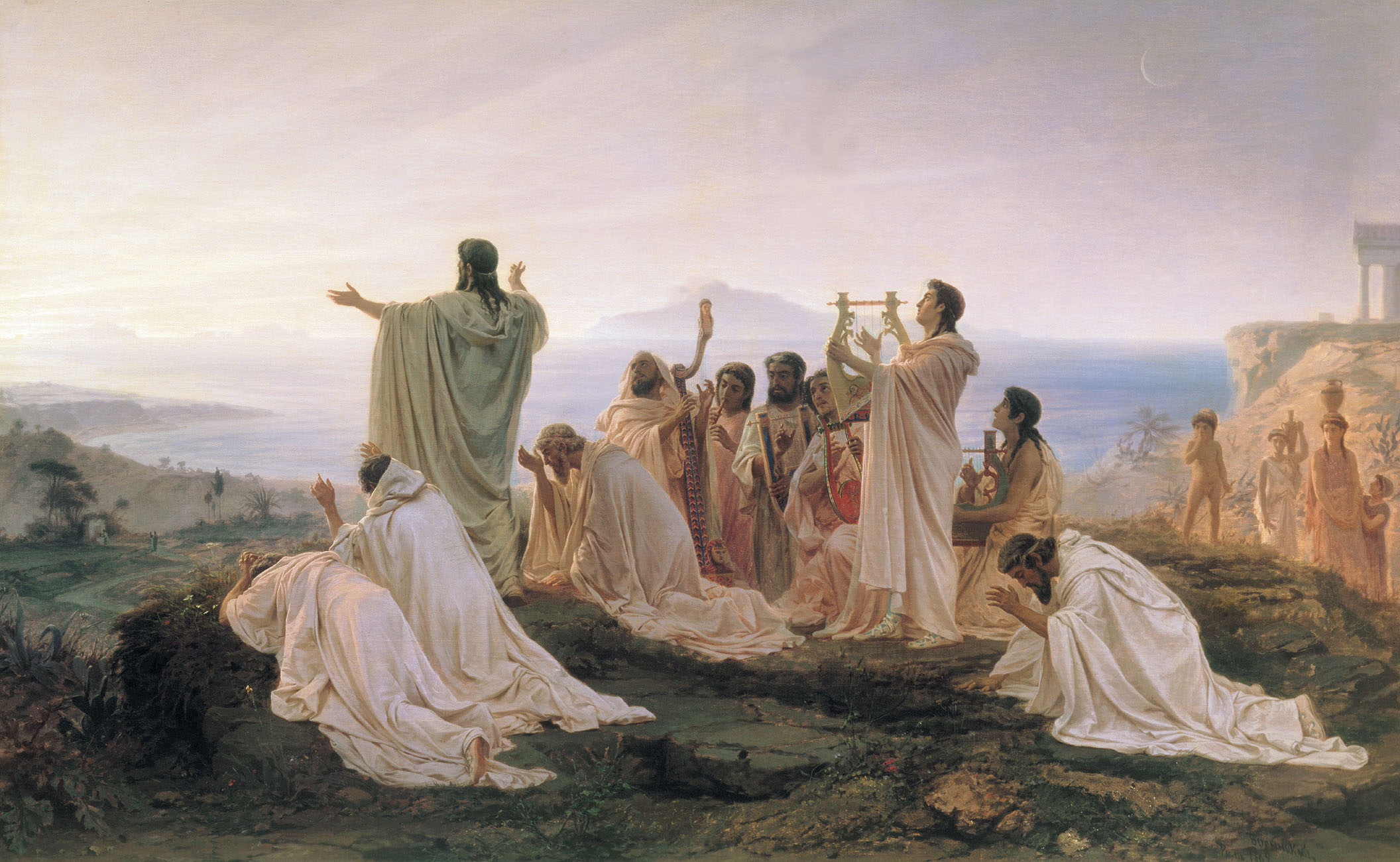
Pythagoréerna firar soluppgång. Målning av Fjodor Bronnikov.

Pythagoréerna var ett filosofiskt brödraskap och esoterisk sekt i antiken bildad av Pythagoras år 530 f.Kr. i Kroton, Magna Graecia nuvarande Syditalien.
Pythagoréerna, lärjungarna, var strängt hållna och skulle ägna sig åt musik, matematik och astronomi. Så småningom invigdes de i kultens allt högre grader, som då utöver filosofi även fick drag av mystik och politik.  Senare blev dessa ämnen kända som quadrivium, dvs aritmetik, geometri, musikteori och astronomi. Quadriviumämnena kom att utgöra en väsentlig del av undervisningen i katedralskolor och universitet genom medeltiden och långt in i nyare tid som en del av de fria konsterna.
Pythagoréerna försökte förklara hela världen med hjälp av enkla matematiska principer. För dem var kosmos ett tal. Matematiken var för dem av mystisk - religiös karaktär av orficism, som inte tålde närmare analys. Musiken hade lett in deras tankar mot talens betydelse, när de fann att tonen från en sträng beror på dess längd och spänning och inte på materialet. Matematik har därför allt sedan dess varit ett av astronomins viktigaste verktyg.
Talmystiken hade utvecklat matematiken. Det verkar även som om pythagoréerna var först att intuitivt förstå vetenskapens stora betydelse och att den kunde användas både till frigörelse och förgörelse. Därför fick den bara hanteras av en liten invigd skara trogna, vilka även kunde vara kvinnor. Här ser man två till synes oförenliga idévärldar formas och mötas under ett och samma tak. Sedan dess har den rationella vetenskapen levt sida vid sida med andra förklaringsmodeller grundade på mysticism och vidskepelse.
Tidigt hävdade de att jorden var rund. Att alla planeterna, inklusive jorden och solen, kretsade kring en central flammande eld var Filolaos bidrag. Solen fick sitt ljus reflekterat från den centrala elden, vilken dock inte kunde ses från den bebodda sidan av jorden som alltid var vänd från elden. Detta var ett långt steg fram mot Aristarchos senare heliocentriska hypotes. I pythagoréernas teori återstod dock så många svårigheter att Aristoteles återinförde idén att jorden är platt. Dennes större auktoritet fick den korrekta uppfattningen att förloras, när källorna väl var glömda.
Det var också pythagoréerna som, inspirerade av att enkla talförhållanden skapade harmonier, införde teorin att stjärnorna och planeterna var fästade på tänkta sfärer som rörde sig runt ett gemensamt centrum. Rörelsen åstadkom toner som strängarna på ett musikinstrument. Sfärernas radier var avpassade så att tonerna harmonierade, men bara de invigda kunde höra sfärernas harmoni.